# Hópelyhecske
A Hópelyhecske (egyes fordításokban Hópehelyke) Nyikolaj Andrejevics Rimszkij-Korszakov Alekszandr Nyikolajevics Osztrovszkij színműve nyomán komponált négyfelvonásos operája, amelyet 1882. február 10-én mutattak be Szentpétervárott.

## Az opera szereplői és helyszínei
| Szereplő                        | Hangfekvés       |
| ------------------------------- | ---------------- |
| Tavasz tündér                   | mezzoszoprán     |
| Fagy király                     | basszus          |
| Hópelyhecske                    | koloratúrszoprán |
| Az erdő szelleme                | tenor            |
| Bakula, koldus                  | tenor            |
| A felesége                      | mezzoszoprán     |
| Berengyej cár                   | tenor            |
| Bermjata, bojár                 | basszus          |
| Lel, pásztor                    | alt              |
| Kupava, egy gazdag polgár lánye | szoprán          |
| Mizsgir, gazdag kereskedő       | bariton          |
| Első hírnök                     | tenor            |
| Második hírnök                  | basszus          |
| Egy nemes ifjú                  | mezzoszoprán     |

- Kórus: bojárok, a cár kísérete, énekesek, zenészek, pásztorok, erdei szellemek, Tavasz tündér kísérete.
- Történik: Berengyej cár országában, mesebeli időkben.
- Az opera színhelye: Előjáték: az erdő mélyén; I. felvonás: egy falu főtere; II. felvonás: csarnok a cár palotájában; III. felvonás: erdei tisztás; IV. felvonás: Jarilo király völgye.
- Játékidő: három óra.

## Az opera cselekménye

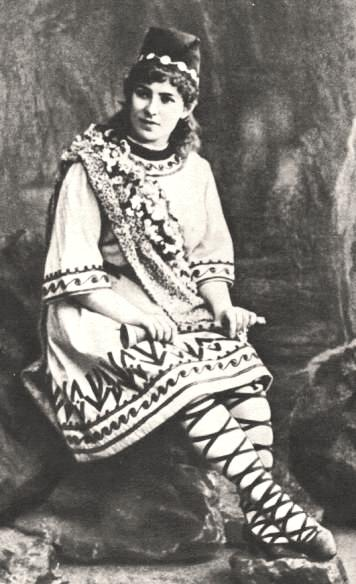
Jevgenyija Zbrujeva Lél szerepében. (Bolsoj Színház, Moszkva 1894)

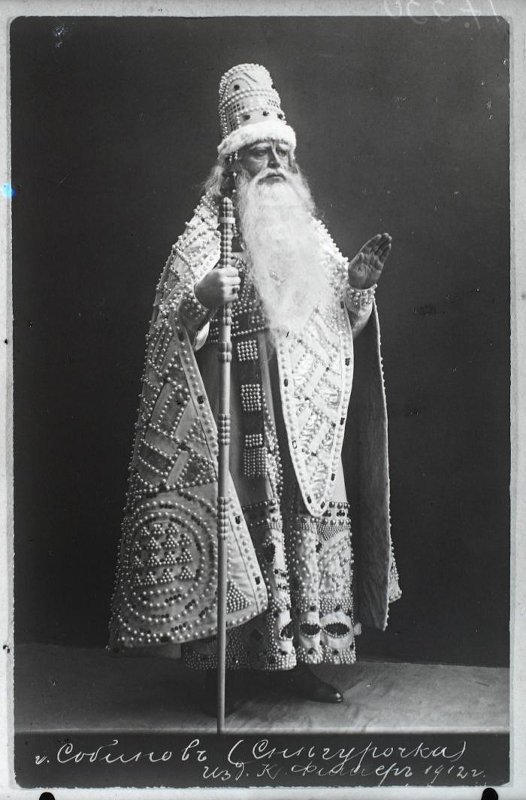
Leonyid Szobinov Berengyej cár szerepében. (Bolsoj Színház, Moszkva 1911)

### Előjáték
Fagy király és Tavasz tündér az emberek közé készülnek küldeni lányukat. Azt remélik, hogy Jarilo napisten így nem fog rátalálni Hópelyhecskére és nem tudja majd felolvasztani. A kislány kacagva csatlakozik az erdőn átvonuló emberekhez, akik közül egy öreg házaspár a lányának fogadja

### I. felvonás
Lel egy szép dalt énekel Hópelyhecskének, amiért cserébe egy virágot kap a lánytól. A pásztort azonban nem érdekli a szegény házaspár fogadott lánya. Inkább a falu tehetősebb családból származó lányainak udvarolgat. Mizsgir vele ellentétben teljesen rabja lett Hópelyhecskének. Beleszeretett, és még menyasszonyát, Kupavát is kész elhagyni miatta.

### II. felvonás
Jarilo napisten megharagudott Berengyej országára, amiért befogadta Hópelyhecskét. Emiatt ugyanis felborult a természet rendje: a hópelyheknek el kell olvadniuk a tavaszi nap sugaraitól. A cár ígéretet tesz Jarilónak, hogy kiengeszteli. Hópelyhecske egyébként is csak bajt hozott az országába: viszályt szított az egyébként békésen egymás mellett élő emberek között. Kupava jelenik meg, aki elpanaszolja az uralkodónak, hogy szerelme elhagyta. A cár felelősségre vonja Mizsgirt, amiért az visszavonta a szavát, Hópelyhecskével kapcsolatban pedig hamar meggyőződik róla, hogy a lány még nem ismeri az igazi érzelmeket. Ezért kihirdeti, hogy Hópelyhecskét annak adja feleségül, aki felébreszti annak szívében a szerelmet.

### III. felvonás
A nép vidáman mulat. A cár engedélyezi Lelnek, hogy daláért cserébe a legszebb lányt válassza menyasszonyául. A pásztor választása Kupavára esik, Mizsgir ezt látva Hópelyhecskénél próbál szerencsét. Szenvedélyes szavaival azonban csak elriasztania sikerül a lányt. Hópelyhecske kétségbeesetten fordul anyjához, hogy adja meg neki az emberi érzelmeket.

### IV. felvonás
Tavasz tündér fájó szívvel, de teljesíti lány kérését. Hópelyhecske már megérti Mizsgir szerelmes vallomását, és felébred az ő szívében is az érzelem. Boldogan adja oda kezét a legénynek. Azonban boldogságuk nem tart sokáig. Hópelyhecske átmelegített szívét elérte a napsugár, amely végül teljesen felolvasztja. Végre visszaállt a természet régi rendje. Hópelyhecske örökre búcsút vesz szerelmétől és az emberek világától. Mizsgir bánatában a folyóba veti magát. A bánat megtöri Fagy király hatalmát, és a kiengesztelt napisten újból meleget áraszt az országra.

## Az opera zenéje
A Hópelyhecske zenei alapszövetét a dalszerűen finom hangvétel és bensőséges líra jellemzi. A Rimszkij-Korszakovra annyira jellemző természet ábrázolások lágy, érzelmes harmóniákban öltenek testet. A darab áriákból, dalokból, kavatinákból és végigkomponált jelenetekből, valamint mesterien felépített kórusrészekből tevődik össze. Az opera szép példája a szerző rendkívüli formagazdagságának. A műben a drámai csúcspontok és a lírai epizódok gondos, architektonikus építkezés eredményeképpen váltják egymást. Az operát lezáró naphimnusz minden bizonnyal egyik ihletője volt az Igor Sztravinszkij Tűzmadár című táncjátékát lezáró jelenetnek.
Rimszkij-Korszakov ezt az operáját is átszövi az orosz népzene világa: a farsangi, a lakodalmi és a napimádó jelenetek táncaiban, dalaiban egyaránt feltűnnek folklór vonások. A természeti képeket hangutánzó effektusokkal idézi meg a zenekar. Az opera szövegkönyvét Osztrovszkij nyomán maga a zeneszerző írta.